# الضفير (المسيمير)

تعديل مصدري - تعديل

الضفير هي إحدى قرى عزلة المسيمير بمديرية المسيمير التابعة لمحافظة لحج، بلغ تعداد سكانها 133 نسمة حسب تعداد اليمن لعام 2004.